# Максимково (городской округ Шаховская)
Максимково — деревня в городском округе Шаховская Московской области.

## Население
| 1859 | 1926 | 2002 | 2006 | 2010 |
| ---- | ---- | ---- | ---- | ---- |
| 171  | ↗214 | ↘35  | ↘31  | ↗38  |

## География
Деревня расположена в южной части округа, примерно в 15 км к югу от райцентра Шаховская, у истока малой речки Коржички бассейна Исконы, высота центра над уровнем моря 241 м. Ближайшие населённые пункты — Житонино на северо-востоке и Левкиево на северо-западе.
От деревни можно добраться автобусами № 44 и 50 до райцентра.

## Исторические сведения
В 1769 году деревня Максимкова показана на карте Генерального межевания как деревня Хованского стана Рузского уезда Московской губернии в составе владения Коллегии экономии, ранее Новоиерусалимского монастыря, относившегося к сельцу Высоцкое, Псково тож.
В середине XIX века деревня относилась ко 2-му стану Можайского уезда и принадлежала Департаменту государственных имуществ. В деревне было 27 дворов, 78 душ мужского пола и 93 души женского.
В «Списке населённых мест» 1862 года Максимово — казённая деревня 2-го стана Можайского уезда Московской губернии по правую сторону Волоколамского тракта из города Можайска, в 50 верстах от уездного города, при речке Корчашке, с 27 дворами и 171 жителем (77 мужчин, 94 женщины).
По данным на 1890 год входила в состав Канаевской волости, число душ мужского пола составляло 90 человек.
В 1913 году — 30 дворов.
В 1917 году Канаевская волость была присоединена к Волоколамскому уезду, а в 1924 году ликвидирована согласно постановлению президиума Моссовета, и деревня была включена в состав Серединской волости.
По материалам Всесоюзной переписи населения 1926 года — деревня Фомкинского сельсовета, проживало 214 человек (79 мужчин, 135 женщин), велось 45 крестьянских хозяйств.
С 1929 года — населённый пункт в составе Шаховского района Московской области.
1994—2006 гг. — деревня Серединского сельского округа Шаховского района.
2006—2015 гг. — деревня сельского поселения Серединское Шаховского района.
2015 г. — н. в. — деревня городского округа Шаховская Московской области.